# Amstel Gold Race 2012
Amstel Gold Race 2012 blev afviklet den 15. april 2012, og var den 47. udgave. 

## Resultater
| Nr. | Navn              | Hold                | Tid     |
| --- | ----------------- | ------------------- | ------- |
| 1   | Enrico Gasparotto | Astana              | 6:32.35 |
| 2   | Jelle Vanendert   | Lotto-Belisol       | s.t     |
| 3   | Peter Sagan       | Liquigas-Cannondale | + 2     |
| 4   | Óscar Freire      | Katusha             | + 2     |
| 5   | Thomas Voeckler   | Europcar            | + 2     |
| 6   | Philippe Gilbert  | BMC Racing Team     | + 2     |
| 7   | Samuel Sánchez    | Euskaltel-Euskadi   | + 2     |
| 8   | Fabian Wegmann    | Garmin-Barracuda    | + 4     |
| 9   | Rinaldo Nocentini | AG2R La Mondiale    | + 4     |
| 10  | Bauke Mollema     | Rabobank            | + 4     |